# Озерон
Озерон или Петрово-Мартьяновское озеро — озеро в Пухновской волости Куньинского района Псковской области. По западному берегу проходит граница со Слепнёвской волостью.
Площадь — 3,1 км² (306,0 га; с островами — 3,2 км² или 324,6 га). Максимальная глубина — 3,8 м, средняя глубина — 1,8 м. Площадь водосборного бассейна — 207,07 км². Имеется 7 островов площадью 18,6 га.
Название — балтийского происхождения, ср. прусск. assaran «озеро».
На берегу озера расположены деревни: Боровково, Петрово, Соловьёво (Пухновской волости), Куркино, Мартьяново (Слепневской волости).
Проточное. Относится к бассейну реки Усвяча, притока реки Западная Двина. Включает два плёса, соединённых заросшей протокой (длина около 1-1,5 км, ширина до 100 м). Озеро фактически является озеровидным расширением реки Усвяча.
Тип озера лещово-плотвичный с уклеей. Массовые виды рыб: щука, плотва, окунь, лещ, густера, красноперка, ерш, язь, линь, уклея, карась, налим, синец, пескарь, вьюн, щиповка, голавль, елец.
Для озера характерно: отлогие, крутые и низкие, частью заболоченные берега, мелколесье, болото, луга, поля; в прибрежье — песок, глина, заиленный песок, ил, камни, в центре — ил; есть сплавины.